# Bodo Rudwaleit
Bodo Rudwaleit (Woltersdorf, 3 augustus 1957) is een voormalig voetballer uit Oost-Duitsland, die speelde als doelman. Dankzij zijn lengte (2,02 meter) werd hij "Lange" genoemd.

## Clubcarrière
Rudwaleit speelde vrijwel zijn gehele loopbaan voor BFC Dynamo Berlin. Met die club won hij tien jaar op rij de landstitel en tweemaal de nationale beker van de DDR.

## Interlandcarrière
Rudwaleit speelde in totaal 33 officiële interlands voor het voetbalelftal van de Duitse Democratische Republiek. Onder leiding van bondscoach Georg Buschner maakte hij zijn debuut op 9 februari 1979 in de vriendschappelijke wedstrijd tegen Irak (1-1) in Bagdad. Met de nationale ploeg won hij de zilveren medaille bij de Olympische Spelen in 1980 in Moskou.

## Erelijst
BFC Dynamo Berlin
- DDR-Oberliga

1979, 1980, 1981, 1982, 1983, 1984, 1985, 1986, 1987, 1988
- Oost-Duitse beker

1988, 1989